# Погребищенский сахарный завод
Погребищенский сахарный завод — предприятие пищевой промышленности в городе Погребище Погребищенского района Винницкой области Украины, прекратившее своё существование.

## История
Сахарный завод в местечке Погребище Бердичевского уезда Киевской губернии Российская империя был построен на рубеже XIX - XX вв. и введен в эксплуатацию в 1900 году. Для обеспечения завода сырьем в окрестностях города были созданы плантации по выращиванию свеклы.

### 1918 - 1991
В январе 1918 года в Погребище была провозглашена Советская власть, однакоуже в начале марта 1918 местечко оккупировали австро-немецкими войска (которые оставались здесь до ноября 1918 года). В дальнейшем город оказался в зоне боевых действий гражданской войны и власть здесь несколько раз менялась.
После окончания войны завод был восстановлен и в 1922 году возобновил работу. На это же время на предприятии для обучения рабочих письму и чтению был открыт кружок ликвидации неграмотности (крупнейший в Погребищах). В 1924 году сезон сахароварения на заводе продолжался 42 дня и каждые сутки завод перерабатывал 650 тонн свеклы.
В ходе индустриализации 1930-х годов завод был переоснащен (а после постройки городской электростанции - электрифицирован), в результате в 1937 году сезон сахароварения продолжался 116 суток, при этом каждые сутки перерабатывалось до 800 тонн свеклы.
В 1940 году завод вошёл в число крупнейших сахарных заводов Винницкой области (численность рабочих на нём в это время составляла 442 человека).
В ходе Великой Отечественной войны 21 июля 1941 года Погребище оккупировали немецко-румынские войска. С приближением к населенному пункту линии фронта оккупанты разграбили и вывели из строя сахарный завод. 31 декабря 1943 года советские войска освободили Погребище.
В соответствии с четвёртым пятилетним планом восстановления и развития народного хозяйства СССР сахарный завод и обеспечивавшая его электростанция были восстановлены, и уже в 1946 году к началу сезона сахароварения завод начал работать на полную мощность. В следующие годы завод постепенно реконструировали без остановки производства (механизировали трудоемкие процессы, завершили электрификацию, модернизировали агрегаты) и это позволило начать работу с ежегодным перевыполнением плана на 3 - 4 тыс. тонн.
В 1957 и в 1967 году за трудовые достижения завод получал переходящее Красное знамя Совета министров СССР и ВЦСПС.
В 1960 году завод был переведён на жидкое топливо, что позволило сократить обслуживающий персонал агрегатов. Также в это время была освоена технология производства тростникового сахара из сахарного тростника.
На девятую пятилетку было запланировано провести ещё одну реконструкцию предприятия, после окончания которой мощность сахарного завода должна была увеличиться вдвое.
В целом, в советское время сахарный завод входил в число ведущих предприятий райцентра, на его балансе находились объекты социальной инфраструктуры.

### После 1991
После провозглашения независимости Украины завод перешёл в ведение Государственного комитета пищевой промышленности Украины.
В мае 1995 года Кабинет министров Украины утвердил решение о приватизации завода. В дальнейшем, государственное предприятие было преобразовано в открытое акционерное общество.
В марте 2000 года арбитражный суд Винницкой области возбудил дело о банкротстве завода.